# Masta Killa Live
Masta Killa Live – koncertowy album amerykańskiego rapera Masty Killi, członka Wu-Tang Clan wydany 30 marca 2010 roku. Album ukazał się nakładem Gold Dust Records.

## Lista utworów
Opracowano na podstawie źródła.
1. "Da Mystery of Chessboxin’" (a cappella)
2. "Armored Truck"
3. "Silverbacks" (gośc. Inspectah Deck, GZA)
4. "Duel of the Iron Mic" (gośc. GZA)
5. "School"
6. "Grab the Mic"
7. "No Said Date"
8. "In the Hood"
9. "Love Spell" (gośc. Startel)
10. "D.T.D."
11. "Street Education" (gośc. Streetlife)
12. "Whatever" (gośc. Streetlife, Prodigal Sunn)
13. "Digi Warfare"
14. "Fam (Members Only)" (gośc. GZA)
15. "Guillotine [Swordz]" (gośc. GZA)
16. "Triumph" (gośc. Inspectah Deck, GZA)